# Acción de Fuerzas Operativas
La Acción de Fuerzas Operativas (en francés Action des Forces Opérationnelles) fue un grupo paramilitar de extrema derecha creado en 2017, inicialmente como un grupo de vigilantes, que se encargarían de combatir imanes radicalizados, radicales excarcelados, e inclusive mujeres con burkha.

## Historia
Este grupo empezó como una iniciativa en la localidad de Fontainebleau (Seine-et-Marne), cuando diez personas con edades que iban desde 31 hasta 81 años, fundando un movimiento paramilitar clandestino, que lucharía contra el “peligro islamista”. Sus miembros están convencidos de ser víctimas del "gran reemplazo", esta teoría conspirativa según la cual las élites en el poder quieren sustituir a los pueblos europeos por poblaciones de África y Oriente. En caso de otro ataque del tipo de los ocurridos el 13 de noviembre de 2015. Claramente, los fundadores de AFO se prepararse para la "guerra civil", que inevitable según ellos.
El 25 de junio del 2018, después de dos meses de investigación, oficiales de la Dirección General de Seguridad Interior (DGSI) expresaron su preocupación al grupo de vigilantes denominado "Action des force Opérationales" (AFO), que según autoridades, "tarde o temprano emprendería acciones violentas". Los objetivos a palabras del grupo eran musulmanes radicalizados, incluidos los imanes, mujeres con velo o presos islamistas excarcelados para "vengarse de los atentados perpetrados en Francia en los últimos años". El líder del grupúsculo afirmó haber planeado envenenar diversos alimentos halal. Tiempo después, el líder del grupo Guy Sibra, se deslindo de este plan, declarando que "es tan ridículo como aquellos que quieren arrojar carne de cerdo frente a las mezquitas".
Tras la redada al, dos días después, diez personas sospechosas (nueve hombres y una mujer) de preparar atentados terroristas contra musulmanes fueron arrestadas en diversas redadas en localidades como Vienne y Charente Marítimo, mientras representantes del islam expresaban su "profunda preocupación". Este caso pone en evidencia a la ultraderecha ya que la amenaza terrorista ha venido en los últimos años principalmente de las redes yihadistas, responsables de una ola de atentados desde 2015. Agentes del DGSI descubrió que uno de los detenidos había montado un laboratorio de fabricación de explosivos. No fue hasta el 28 de junio cuando los diez miembros del grupo comparecieron ante un juez el miércoles por la noche y fueron acusados de “conspiración criminal terrorista”.
El líder y creado del grupo Guy Sibra, ex profesor de matemáticas, declaró a la prensa que una de sus principales motivaciones fue la reacción al ataque ataque contra el semanario satírico Charlie Hebdo, y como "el 95% de sus alumnos justificaban el ataque".

### Antecedentes
Desde el aumento de ataques yihadistas en Francia desde 2015, varios movimientos de extrema derecha cobraron notoriedad, inclusive las autoridades francesas confirmaron el desmantelamiento de al menos cinco células extremistas en la década pasada.
Las autoridades francesas encendieron sus alarmas cuando en 2015, un colectivo con nombre los "Voluntarios por Francia" (VPF, por sus siglas en francés), dirigido por el exmilitar Antoine Mártinez.